# Jude Law
Jude Law (* 29. prosince 1972, Lewisham, Spojené království) je anglický filmový a divadelní herec, producent a režisér. V roce 2010 byl hostem Mezinárodního filmového festivalu v Karlových Varech.
Jude Law dostal své jméno podle písně Hey Jude od Beatles. Přestože se prvním jménem jmenuje David, rodiče a okolí mu však říkali Jude. Jeho rodiče milovali divadlo a možná proto se začal učit herectví již od 12 let. V roce 2004 byl vyhlášen nejvíce sexy mužem. Byl také dvakrát nominován na Oscara za filmy Talentovaný pan Ripley a Návrat do Cold Mountain.

## Osobní život
Byl jedenkrát ženatý, jeho manželkou byla Sadie Frost, svatba se konala 2. září 1997, vztah skončil rozvodem 9. října 2003, mají spolu 3 děti, syna Raffertyho, dceru Iris a syna Rudyho. V roce 2009 se stal otcem počtvrté, kdy se z krátkého vztahu se Samantou Burkeovou narodila dcera Sophia.
Měl opakovaný vztah se Siennou Millerovu, dvakrát se pár rozešel před svatbou, poprvé v roce 2006, podruhé na začátku roku 2011.
Jeho páté dítě dcera se narodila v roce 2015 Catherine Harding. Dne 1. května 2019 si vzal Phillipu Coan.

## Filmografie

### Film
| Rok  | Název                                       | Role                          | Poznámky               |
| ---- | ------------------------------------------- | ----------------------------- | ---------------------- |
| 1992 | The Crane                                   | mladý muž                     | krátkometrážní film    |
| 1994 | Nakupování                                  | Billy                         |                        |
| 1996 | Má mě rád, nemá mě rád                      | Ethan                         |                        |
| 1997 | Bent                                        | Stormtrooper                  |                        |
| 1997 | Oscar Wilde                                 | Lord Alfred Douglas           |                        |
| 1997 | Gattaca                                     | Jerome Eugene Morrow          |                        |
| 1997 | Půlnoc v zahradě dobra a zla                | Billy Carl Hanson             |                        |
| 1998 | Hudba ze sousedního pokoje                  | Danny                         |                        |
| 1998 | Poslední střih                              | Jude                          |                        |
| 1998 | Tajemství krokodýlů                         | Steven Grlscz                 |                        |
| 1999 | eXistenZ                                    | Ted Pikul                     |                        |
| 1999 | Tube Tales                                  |                               | režisér                |
| 1999 | Presence of Mind                            | asistent                      |                        |
| 1999 | Talentovaný pan Ripley                      | Dickie Greenleaf              |                        |
| 2000 | Love, Honour and Obey                       | Jude                          |                        |
| 2000 | Happy M'Gee                                 | Tony M'Gee                    | krátkometrážní film    |
| 2001 | Nepřítel před branami                       | Vasily Zaytsev                |                        |
| 2001 | A.I. Umělá inteligence                      | Gigolo Joe                    |                        |
| 2002 | Road to Perdition                           | Harlen Maguire                |                        |
| 2003 | Návrat do Cold Mountain                     | W.P. Inman                    |                        |
| 2004 | Mám rád Huckabees                           | Brad Stand                    |                        |
| 2004 | Zlatíčko                                    | Alfie                         |                        |
| 2004 | Na dotek                                    | Dan                           |                        |
| 2004 | Letec                                       | Errol Flynn                   |                        |
| 2004 | Svět zítřka                                 | Sky Captain / Joseph Sullivan | také producent         |
| 2004 | Lemony Snicket: Řada nešťastných příhod     | Lemony Snicket (hlas)         |                        |
| 2006 | Všichni královi muži                        | Jack Burden                   |                        |
| 2006 | Dveře dokořán                               | Will Francis                  |                        |
| 2006 | Prázdniny                                   | Graham Simpkins               |                        |
| 2007 | Moje borůvkové noci                         | Jeremy                        |                        |
| 2007 | Slídil                                      | Milo                          | také producent         |
| 2009 | Rage                                        | Minx                          |                        |
| 2009 | Imaginárium dr. Parnasse                    | Tony (druhá transformace)     |                        |
| 2009 | Sherlock Holmes                             | Dr. John Watson               |                        |
| 2010 | Repo Men                                    | Remy                          |                        |
| 2011 | Nákaza                                      | Alan Krumwiede                |                        |
| 2011 | Hugo a jeho velký objev                     | Hugův otec                    |                        |
| 2011 | Sherlock Holmes: Hra stínů                  | Dr. John Watson               |                        |
| 2012 | 360                                         | Michael Daly                  |                        |
| 2012 | Anna Karenina                               | Alexei Karenin                |                        |
| 2012 | Legendární parta                            | Pitch (hlas)                  |                        |
| 2013 | Vedlejší účinky                             | Dr. Jonathan Banks            |                        |
| 2013 | Dom Hemingway                               | Dom Hemingway                 |                        |
| 2014 | Grandhotel Budapešť                         | mladý spisovatel              |                        |
| 2014 | Černé moře                                  | kapitán Robinson              |                        |
| 2015 | Špión                                       | Bradley Fine                  |                        |
| 2016 | Genius                                      | Thomas Wolfe                  |                        |
| 2017 | Král Artuš: Legenda o meči                  | Vortigern                     |                        |
| 2018 | Vox Lux                                     | manažer                       | také výkonný producent |
| 2018 | Fantastická zvířata: Grindelwaldovy zločiny | Albus Brumbál                 |                        |
| 2019 | Captain Marvel                              | Yon-Rogg                      |                        |
| 2019 | Deštivý den v New Yorku                     | Ted Davidoff                  |                        |
| 2019 | Skywatch                                    | Muž na střeše                 | krátkometrážní film    |
| 2020 | Rytmická sekce                              | Ian Boyd                      |                        |
| 2020 | Klícka                                      | Rory O'Hara                   |                        |
| 2022 | Fantastická zvířata: Brumbálova tajemství   | Albus Brumbál                 |                        |
| 2024 | Sherlock Holmes 3                           | Dr. John Watson               |                        |
| 2024 | Eden                                        | Dr. Friedrich Ritter          |                        |

### Televize
| Rok        | Název                        | Role                          | Poznámky                           |
| ---------- | ---------------------------- | ----------------------------- | ---------------------------------- |
| 1989       | The Tailor of Gloucester     | Sam                           | TV film                            |
| 1990       | Families                     | Nathan Thompson               |                                    |
| 1991       | Z deníku Sherlocka Holmese   | Joe Barnes                    | díl: „Na starém zámku v Shoscombe“ |
| 1993       | The Marshal                  | Bruno                         | TV film                            |
| 2004, 2010 | Saturday Night Live          | sám sebe/moderátor            | 2 díly                             |
| 2015       | Toast of London              | sám sebe                      | díl: „Global Warming“              |
| 2016       | Mladý papež (The Young Pope) | Lenny Belardo/Papež Pius XIII | 10 dílů, také producent            |
| 2017–2018  | Neo Yokio                    | Charles (hlas)                | 7 dílů                             |
| 2019       | Nový papež (The New Pope)    | Lenny Belardo/Papež Pius XIII | 9 dílů                             |
| 2020       | The Third Day                | Sam                           | 6 dílů                             |

### Divadlo
| Rok       | Název                                   | Role            | Poznámky |
| --------- | --------------------------------------- | --------------- | --- |
| 1987      | Bodywork                                | Adrenalin       | National Youth Music Theatre Northcott Theatre, Exeter (The Exeter Festival) Edinburgh Festival Fringe                                                    |
| 1988      | The Ragged Child                        | různé role      | National Youth Music Theatre Sadler's Wells Theatre Northcott Theatre, Exeter                                                                             |
| 1988      | The Little Rats                         |                 | National Youth Music Theatre George Square Theatre (Mezinárodní festival v Edinburghu) National Theatre of Northern Greece, Soluň The Opera House, Pireus |
| 1989      | Josef a jeho úžasný pestrobarevný plášť | Joseph          | National Youth Music Theatre Herriot Hall (Edinburgh Festival Fringe)                                                                                     |
| 1989      | The Caucasian Chalk Circle              |                 | National Youth Music Theatre Edinburgh Festival Fringe |
| 1990      | Captain Stirrick                        | Ned Stirrick    | National Youth Music Theatre George Square Theatre (Edinburgh Festival Fringe)                                                                            |
| 1992      | The Fastest Clock in the Universe       | Foxtrot Darling | Hampstead Theatre |
| 1992      | Pygmalion                               | Freddie         | Italské turné |
| 1993      | The Snow Orchid                         | Blaise          | Gate Theatre, Londýn |
| 1993      | Live Like Pigs                          | Col             | Royal Court Theatre |
| 1993      | Smrt obchodního cestujícího             | Happy           | West Yorkshire Playhouse, Leeds |
| 1994      | Hrozní rodiče                           | Michael         | Národní divadlo Londýn |
| 1995      | Indiscretions                           | Michael         | Ethel Barrymore Theatre, Broadway |
| 1995      | Ion                                     | Ion             | Royal Shakespeare Company Barbican Arts Centre |
| 1999      | 'Tis Pity She's a Whore                 | Giovanni        | Young Vic Theatre |
| 2002      | Doktor Faustus                          | Doctor Faustus  | Young Vic Theatre |
| 2009      | Hamlet                                  | Hamlet          | Wyndham's Theatre Kronborg Castle, Elsinore, Broadhurst Theatre, Broadway                                                                                 |
| 2011      | Anna Christie                           | Mat Burke       | Donmar Warehouse |
| 2013–2014 | Henry V                                 | Jindřich V.     | Noël Coward Theatre |
| 2015      | The Vote                                |                 | Donmar Warehouse |
| 2015      | Letters Live                            |                 | Hay Festival, Wales |
| 2017      | Obsession                               | Gino            | Barbican Theatre, Londýn Wiener Festwochen, Vídeň Koninklijk Theater Carre, Amsterdam Grand Théâtre de Luxembourg, Lucemburk                              |